# Chad en los Juegos Olímpicos de México 1968
Chad estuvo representado en los Juegos Olímpicos de México 1968 por un total de 3 deportistas masculinos que compitieron en atletismo.
El equipo olímpico chadiano no obtuvo ninguna medalla en estos Juegos.